# Initiate
Initiate è un singolo del gruppo musicale britannico Haken, pubblicato il 18 marzo 2016 come primo estratto dal quarto album in studio Affinity.

## Descrizione
Seconda traccia dell'album, Initiate è stata descritta dal gruppo come un brano che «combina l'atmosfera e gli aspetti moderni delle nostre sonorità e [...] imposta la scena per quello che verrà» con il resto di Affinity.

## Video musicale
Diretto da Miles Skarin e prodotto dalla Crystal Spotlight, il video è stato reso disponibile il 18 marzo 2016 attraverso il canale YouTube della Inside Out Music.

## Tracce
1. Initiate – 4:16

## Formazione
Hanno partecipato alle registrazioni, secondo le note di copertina di Affinity:
Gruppo
- Ross Jennings – voce
- Diego Tejeida – tastiera, sound design
- Richard Henshall – chitarra
- Charlie Griffiths – chitarra
- Conner Green – basso
- Ray Hearne – batteria

Produzione
- Haken – produzione
- Jens Bogren – missaggio, mastering
- Blacklake – artwork, design